# Галунов, Дмитрий Павлович
Галунов Дмитрий Павлович (8 февраля 1904 — 28 октября 1990) — советский военный лётчик и военачальник, участник войны в Испании в 1936—1939 гг., участник Великой Отечественной войны, командир 5-го истребительного авиационного корпуса во время Великой Отечественной войны, участник Советско-японской войны, участник Войны в Корее, командующий 48-й воздушной армией, 69-й воздушной армией, генерал-лейтенант авиации (25.05.1959).

## Биография
Галунов Дмитрий Павлович родился в деревне Мишуткино (ныне — Весьегонского района Тверской области 08 февраля 1904 г. в семье рабочего. Русский. В РККА с 1926 года. Член ВКП(б) с 1930 года.

### Образование
- Рязанское пехотное училище (1930 г.)
- 1-я Военная школа лётчиков имени А. Ф. Мясникова (пгт Кача) (1934)
- КУКС при академии Генштаба (1939)
- Высшая военная академия имени К. Е. Ворошилова (1955)

### До войны
Службу в РККА Галунов Дмитрий Павлович начал добровольно, поступив в октябре 1926 года на учёбу в Рязанское пехотное училище, по окончании которого проходил службу на командных должностях в Белорусском военном округе. С мая 1931 года был переведен в ВВС для дальнейшего прохождения службы в качестве стажера летчика-наблюдателя. В 1934 году направлен на учёбу в 1-ю Военную школу лётчиков имени А. Ф. Мясникова, которую окончил в том же году. После службы на летных должностях в октябре 1936 года направлен в командировку для участия в гражданской войне в Испании. По окончании командировки в 1937 году за проявленное мужество награждён орденом Красного Знамени. Продолжал службу в ВВС. В июне 1938 года назначен командиром 5-го штурмового авиационного полка, а затем — командиром 8-й авиационной бригады. В ноябре 1938 года — приступил к обучению в качестве слушателя на Курсах усовершенствования командного состава при Академии Генштаба, по окончании курсов вернулся в свою бригаду. В августе 1940 года назначен командиром 21-й смешанной авиационной дивизии в Одесском военном округе.

### в Великую Отечественную войну
Войну встретил 22 июня 1941 года будучи командиром дивизии, лично водил группу в составе эскадрильи на боевое задание. Летал на самолётах И-16, И-153, И-15, СБ, Пе-2, МиГ-3. Соединение дало достойный отпор врагу: в течение первых 15 дней войны было уничтожено 90 самолётов противника в воздухе и 20 на земле.
- с сентября 1941 года — командующий ВВС 12-й Армии
- с ноября 1941 года — командир 5-й резервной авиационной группой (5-й РАГ) Южного фронта.
- с января 1942 года — командующий ВВС 57-й Армии, участвующей в Барвенково-Лозовской наступательной операции.
- с мая 1942 года — командир 217-й истребительной авиационной дивизии Южного и Кавказского фронтов. За успешные боевые действия дивизия была награждена орденом Красного Знамени и переименована в 8-ю гвардейскую истребительную авиационную дивизию[2]

«… Лично имеет за период войны 18 боевых вылетов на самолёте И-16. Летает на самолётах И-16, ЛАГГ-3, ЛАГГ-5. Общий налет — 1400 часов…»— Представление на орден Отечественной войны.

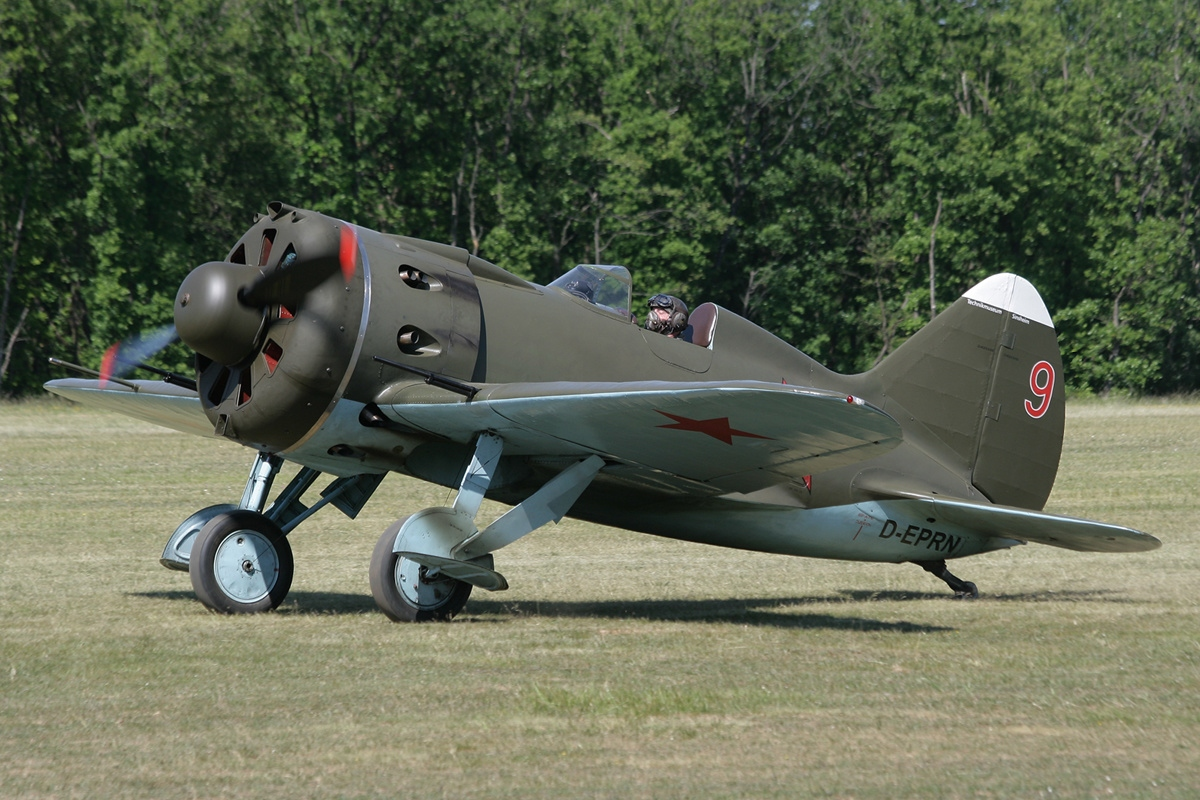
Самолет И-16, на котором Галунов летал в начальный период войны

26 июня 1943-го назначен на должность командира 5-го истребительного авиационного корпуса 2-й воздушной армии Воронежского (с 20 октября 1943 г. — 1-й Украинский) фронта, который отличился в Курской битве, боях за Днепр, Житомирско-Бердичевской, Корсунь-Шевченковской, Ровно-Луцкой, Проскуровско-Черновицкой наступательных операциях, поддерживая войска 1-го Украинского фронта при освобождении города Гадяч, Киев, Шепетовка, Староконстантинов, Скалат, Тернополь.
В ходе Львовско-Сандомирской наступательной операции корпус прикрывал боевые действия танковых армий в оперативной глубине, участвовал в освобождении городов Зборов и Львов, за что корпусу присвоено почетное наименование «Львовский».
За период боевых действий корпусом под командованием Д. П. Галунова произведено:
| Боевых вылетов | Групповых воздушных боев | Сбито самолётов противника | в том числе сбито бомбардировщиков | в том числе сбито истребителей | Свои потери: лётчиков | Свои потери: самолётов |  |
| -------------- | ------------------------ | -------------------------- | ---------------------------------- | ------------------------------ | --------------------- | ---------------------- |  |
| 15 195         | 814                      | 1 056                      | 566                                | 490                            | 141                   | 299                    |  |

С февраля 1945 года Д. П. Галунов — заместитель командующего 12-й воздушной армии Забайкальского военного округа, которая участвовала в Советско-японской войне 1945 года. Соединения армии поддерживали войска Забайкальского фронта в Маньчжурской наступательной операции, разгроме Квантунской армии и освобождении Северо-восточного Китая и Северной Кореи.

### После Великой Отечественной войны
После войны продолжает службу в ВВС в той же должности.
- с сентября 1946 года — командир 12-го смешанного авиационного корпуса Забайкальского военного округа (с 10.01.1949 г. — 57-й смешанный авиационный корпус).
- с ноября 1949 года — командующий 48-й воздушной армией Одесского военного округа.
- с декабря 1950 года по январь 1954 года в распоряжении 10-го отдела 2-го Управления Генерального штаба Советской армии, находился в специальной командировке в Китае и Корее. Является Советником командующего Объединённой воздушной армией, генерала китайской народной армии Лю Чженя. Первые авиационные соединения Объединённой воздушной армии появились в конце лета 1951 года на прифронтовых аэродромах Аньдун и Мяогоу. Объединённая воздушная армия была создана в конце октября 1950 года при непосредственном участии советских военных специалистов и имела на своем вооружении советские самолёты Як-18, Ил-10, Як-9п, Ла-9, МиГ-15, МиГ-15 бис.

После возвращения из командировки Галунов проходил обучение на авиационном факультете Высшей Военной Академии имени К. Е. Ворошилова
- в ноябре 1955 года назначен заместителем начальника Управления боевой подготовки ВВС.
- с августа 1956 года — командующий 69-й воздушной армией в Киевском военном округе.
- с октября 1959 года — старший Группы советских военных специалистов по ВВС в Народно-освободительной армии Китая.
- с марта 1961 года — в запасе.

Работал начальником Киевского аэропорта (Жуляны). В 1964 году аэропорт занял 1-е место среди всех аэропортов Украины и был отмечен Министром Гражданской авиации как один из лучших в СССР. Начальник аэропорта Д. П. Галунов награждён значком «Отличник ГВФ».
Умер 28 октября 1990 года в Киеве. Похоронен на Лукьяновском кладбище города Киева.

## Воинские звания
- генерал-майор авиации — 17 марта 1943 года
- генерал-лейтенант авиации — 25 мая 1959 года

## Награды
- орден Ленина (05.11.1941 г.)[1]
- орден Ленина
- орден Красного Знамени (1937 г.)

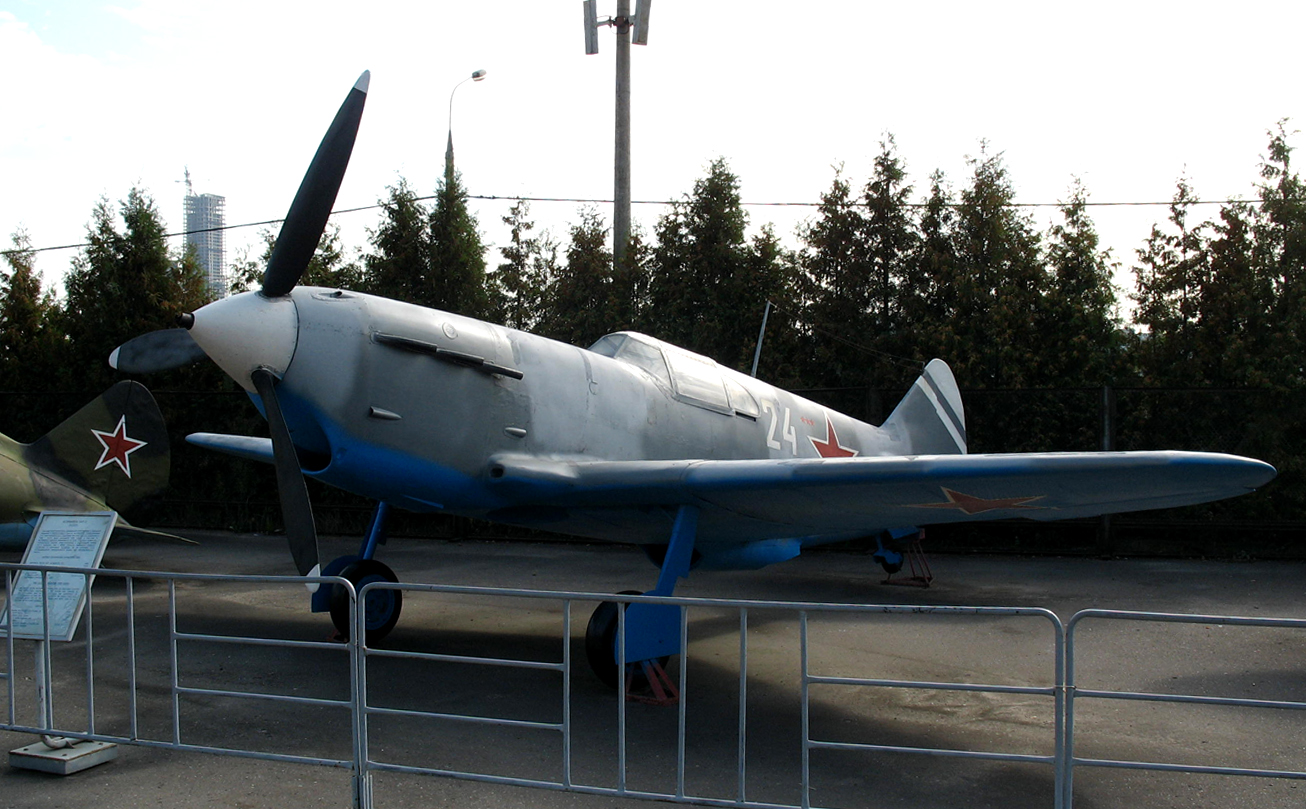
Истребитель ЛаГГ-3, на котором Галунов летал в течение войны

- орден Красного Знамени (30.11.1944 г.)[3]
- орден Красного Знамени
- орден Красного Знамени
- орден Красного Знамени[4]
- орден Суворова 2-й степени (10.01.1944 г.)[5]
- орден Кутузова 2-й степени (11.08.1944 г.)[6]
- орден Кутузова 2-й степени (08.09.1945 г.)[7]
- Орден Отечественной войны 1-й степени[3] (18.03.1943 г.)
- Орден Отечественной войны 1-й степени (11.03.1985 г.)[8]
- Орден Красной Звезды
- медали
- иностранные ордена и медали